# Hecate-Straße
Die Hecate-Straße (englisch Hecate Strait oder Strait of Hecate) ist ein schiffbares Gewässer in Westkanada. Es trennt die Inselgruppe Haida Gwaii vom Festland British Columbias und hat eine Länge von 267 km und eine Breite von 129 km. Benannt wurde die Meerenge durch den Kapitän und Hydrographen der britischen Royal Navy George Henry Richards während seiner Reise 1860–1861 mit der HMS Hecate nach seinem Forschungsschiff.
Die Meerenge schließt im Norden an den Dixon Entrance und im Süden an den Queen Charlotte Sound an. Das geographische Informationssystem der Provinz Britisch Columbia, BC Geographical Names, benennt als Eckpunkte des Gewässers die folgenden. Die nordwestliche Landmarke ist Rose Point auf der der Küste vorgelagerten Insel Graham Island. Nordöstlicher Eckpunkt ist Hooper Point auf Stephens Island. Den südwestlichsten Punkt bildet Cape St. James auf Kunghit Island (ehemals St. James Island), dem südlichsten Punkt der der Küste vorgelagerten Inselgruppe Haida Gwaii. Der südöstliche Eckpunkt wird durch Day Point, der Südspitze von Price Island, gebildet.
Die größeren Inseln in den Küstengewässer sind von Norden nach Süden: Porcher Island, Pitt Island, McCauley Island, Banks Island, Gil Island, Campania Island, Princess Royal Island, Aristazabal Island, Swindle Island und Price Island.
Während des letzten Vereisungsmaximums vor etwa 18.000 Jahren lag die Meerenge am äußersten Westrand des bis über 3000 m hohen Eispanzers, der die Nordhälfte Nordamerikas bedeckte. Dieser Eispanzer übte so starken Druck aus, dass die unterliegenden Gesteinsschichten im Osten der Hecate-Straße sehr viel stärker einsanken, als am Westufer. Darüber hinaus entstand im Westen eine Art Blase, so dass vor 12.500 uncal BP der Meeresspiegel an der Westseite der Meerenge 150 m niedriger lag als heute, an der Ostseite bei Port Simpson hingegen nur 50 m höher.